# Jerzy Kuryłowicz
Jerzy Kuryłowicz est un linguiste polonais né à Stanisławów le 26 août 1895 et mort à Cracovie le 28 janvier 1978. Il était spécialiste des langues indo-européennes et des langues sémitiques. Il est devenu célèbre par sa mise en évidence, en 1927, des laryngales en hittite dans les mots où les prévoyait l'intuition de Saussure sur l'apophonie indo-européenne.
Il a été élu membre de l'Académie des Lyncéens en 1970.
Il a reçu le titre de docteur honoris causa de l'université Jagellonne de Cracovie en 1973.
Il est connu pour ses travaux sur l'apophonie et l'analogie.

## Publications
- Traces de la place du ton en gathique. Paris: Champion, 1925.
- Kuryłowicz, J., 1927a. “Les effets du ə en indoiranien”, Prace Filologiczne 11: 201–43.
- Kuryłowicz, J., 1927b. “ə indo-européen et ḫ hittite”, in Symbolae grammaticae in honorem Ioannis Rozwadowski, vol. 1. Edited by W. Taszycki & W. Doroszewski. Kraków: Gebethner & Wolff, pp. 95–104.
- Études indo-européennes. Kraków: Skład Główny w Ksiegarni Gebethnera i Wolffa, 1935.
- Kuryłowicz, J., 1936. “Derivation lexicale et derivation syntaxique”. In Kuryłowicz, J., 1960, 41–50.
- Kuryłowicz, J., 1938. “Struktura morfemu”. In Kuryłowicz, J., 51–65.
- Kuryłowicz, J., 1949a. “La nature des proces dits ‘analogiques’”. Acta Linguistica 5: 121–38.
- Kuryłowicz, J., 1949b. “La notion de l’isomorphisme”. In Kuryłowicz, J., 1960, 16–26.
- Kuryłowicz, J., 1949c. “Le probleme du classement des cas”. In Kuryłowicz, J., 1960, 131–154.
- L'apophonie en indo-européen. Wrocław: Zakład im. Ossolińskich, 1956.
- L'accentuation des langues indo-européennes. Wrocław: Zakład Narodowy im. Ossolińskich, 1958.
- Esquisses linguistiques. Wrocław–Kraków: Polska Akademia Nauk / Zakład Naroldowy im. Ossolíńskich, 1960.
- The Inflectional Categories of Indo-European. Heidelberg: Carl Winter, 1964.
- (with Manfred Mayrhofer) Indogermanische Grammatik. Heidelberg 1968 ff.
- Die sprachlichen Grundlagen der altgermanischen Metrik. Vortrag, gehalten am 3. Juni 1970 in Rahmen einer Vortragswoche d. Univ. Innsbruck aus Anlass ihrer 300-Jahr-Feier. Edited by Jerzy Kuryłowicz. Innsbruck: Institut für Vergleichende Sprachwissenschaft der Universität Innsbruck, 1970.
- Studies in Semitic grammar and metrics. Wrocław: Wydawn. Polskiej Akademii Nauk / Zakład Narodowy im. Ossolińskich; London: Curzon Press, 1972.
- Studia indoeuropejskie; or, Études indo-européennes. Edited by Jerzy Kuryłowicz et al. Wrocław: Zakład Narodowy im. Ossolińskich, 1974.
- Metrik und Sprachgeschichte. Wrocław: Zakład Narodowy im. Ossolińskich, 1975.
- Problèmes de linguistique indo-européenne. Wrocław: Zakład narodowy im. Ossolińskich, 1977.
- Studia językoznawcze, vol. 1: Vybór prac opublikowanych w języku polskim. Warsaw: Państwowe Wydawn. Nauk., 1987.